# K-Bust
K-Bust, pseudonimo di Karla Bustamante (Valparaíso, ...), è una cantautrice e polistrumentista cilena, naturalizzata canadese e nata da genitori cileni. Dopo aver trascorso parte della sua vita in Cile, si è trasferita a Montreal in Canada, per proseguire la carriera musicale.

## Discografia

### Album in studio
- 2012 – Urban Stories
- 2018 – Fearless